# Lacrime d'amore (film 1954)
Lacrime d'amore è un film del 1954 diretto da Pino Mercanti.

## Produzione
Il film è un tipico esempio di melodramma sentimentale strappalacrime (filone all'epoca molto amato dal pubblico italiano, poi ribattezzato dalla critica con il termine neorealismo d'appendice) a carattere musicale, che vede come maggiori performer canori Achille Togliani e Katyna Ranieri, due tra i cantanti italiani più popolari di quel periodo. Il primo è anche coprotagonista del film, insieme all'attrice Bianca Maria Fusari.

## Distribuzione
Il film venne distribuito nel circuito cinematografico italiano il 28 dicembre del 1954.